# Kalwaria (województwo pomorskie)
Kalwaria (dodatkowa nazwa w j. kaszub. Kalwariô) – osada kaszubska w Polsce położona w województwie pomorskim, w powiecie kościerskim, w gminie Dziemiany
Osada położona na północny zachód od Radunia na obrzeżach Wdzydzkiego Parku Krajobrazowego, wchodzi w skład sołectwa Raduń.
W latach 1975–1998 miejscowość położona była w województwie gdańskim.